# Sud-Ouest du Paraná
Le Sud-Ouest du Paraná est l'une des 10 mésorégions de l'État du Paraná. Elle regroupe 37 municipalités groupées en 3 microrégions.

## Données
La région compte 468 559 habitants pour 11 652 km².

## Microrégions
La mésorégion Sud-Ouest du Paraná est subdivisée en 3 microrégions:
- Capanema
- Francisco Beltrão
- Pato Branco